# Synagoge (Torhowyzja)

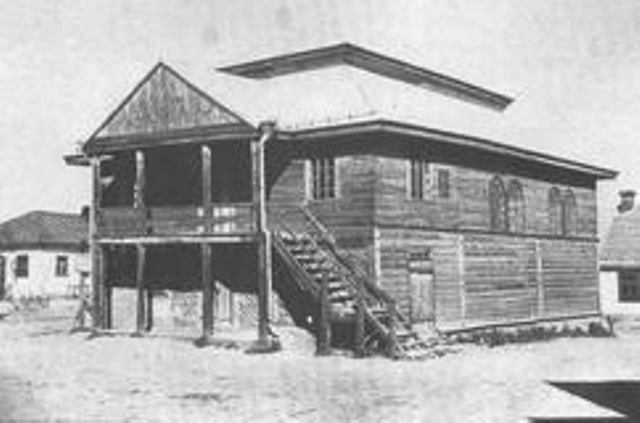
Synagoge (circa 1930)

Die hölzerne Synagoge in Torhowyzja, einem Dorf in der Oblast Riwne in der Ukraine, wurde zu Beginn des 19. Jahrhunderts errichtet und im Zweiten Weltkrieg abgebrannt.

## Äußeres
Das Gebäude bestand aus einer quadratischen Haupthalle, vor der sich ein Vestibül und darüber der Gebetsraum der Frauen befanden.
Vor diesen war noch eine schmale, ebenfalls zweistöckige Galerie mit einer Treppe zu den Frauenräumen.
Die Wände bestanden aus horizontalen Holzbalken in zwei Ebenen, die durch ein Gesims unterteilt waren. Die untere Etage war durch hölzerne Pilaster an den Seiten dreigeteilt; oben befanden sich die Fenster. Für die Haupthalle waren es je zwei paarweise Fenster mit Rundbogen; im Frauenbereich ein großes quadratisches und ein kleineres rechteckiges Fenster.
Bei dem Synagogendach handelte es sich um ein zweistufiges Walmdach; die vorgelagerte Galerie hatte ein quergestelltes Giebeldach, allerdings nur in der Höhe der unteren Stufe des Hauptdaches.
Vestibül und Galerie wurden gleichzeitig mit der Haupthalle gebaut.

## Inneres

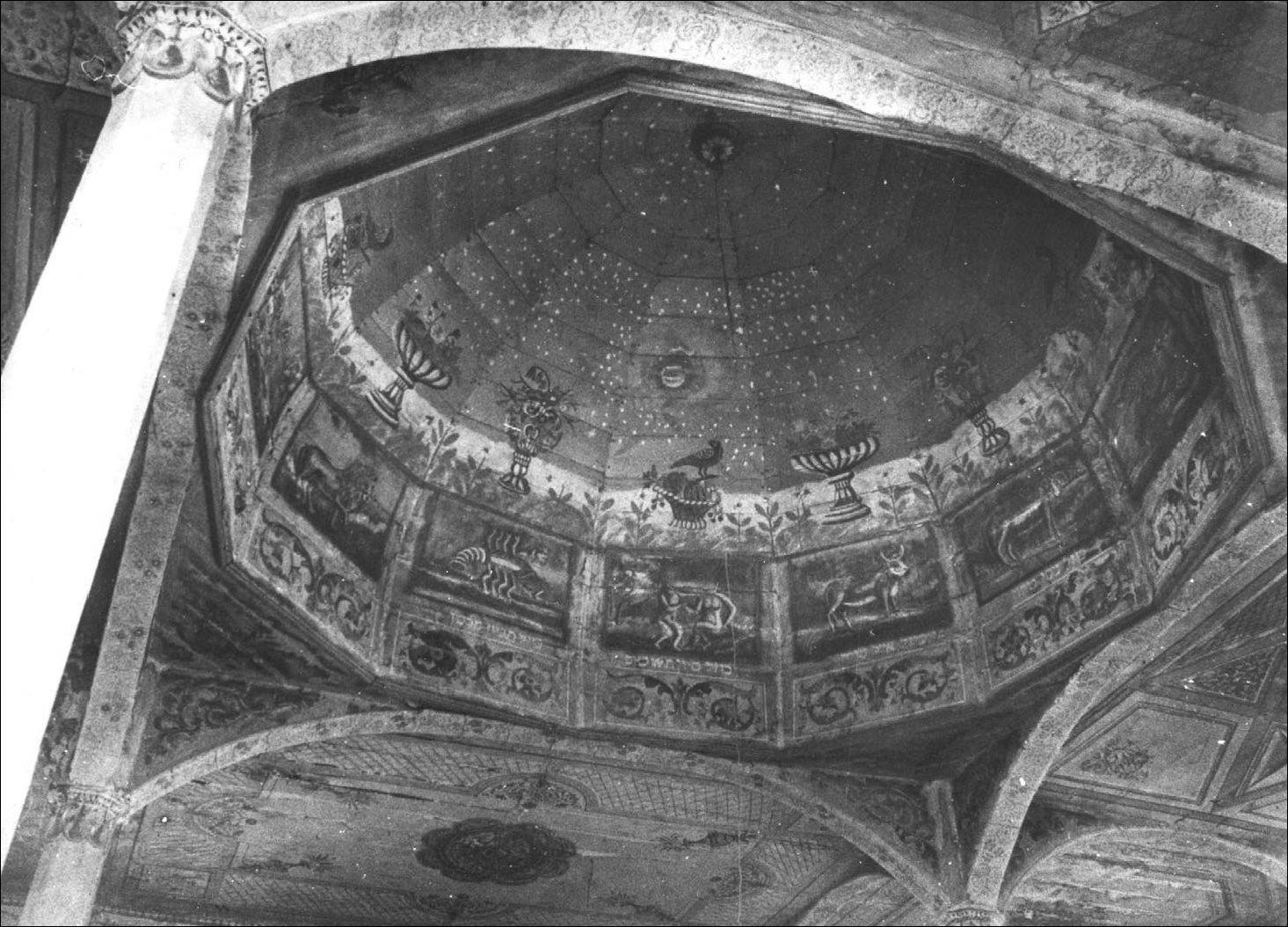
Kuppel des Innenraums (circa 1930)

Innen wurde das Gewölbe der Haupthalle durch vier hölzerne Pfeiler gestützt, was neun Felder ergab. Die acht äußeren Felder hatten eine ebene Decke, während das mittlere Feld aus einer zwölfeckigen Kuppel bestand, die in die Dachkonstruktion hineinragte.
Die Wände und die Decke waren bemalt. Besonders die Kuppel war reichhaltig verziert und durch drei Bänder strukturiert: unten Blumenmotive, in der Mitte die Tierkreiszeichen und darüber Vasen und Körbe zwischen Blumen und Vögeln. Das abschließende Gewölbe war blau und mit Sternen bemalt.
Bei den Tierkreiszeichen war auffällig, dass die Zwillinge ohne Köpfe dargestellt wurden. Vermutlich wollte man dadurch das Darstellungsverbot des Zweiten Gebots umgehen, indem man es so interpretierte, dass nur vollständige Menschen nicht gezeichnet werden durften.
Über Toraschrein und Bima ist nichts bekannt.